# يوقوري روستغوي
يوقوري روستغوي هي بلدة في مقاطعة غيجدفان في ولاية بخارى في أوزبكستان.